# Cámara Estrellada

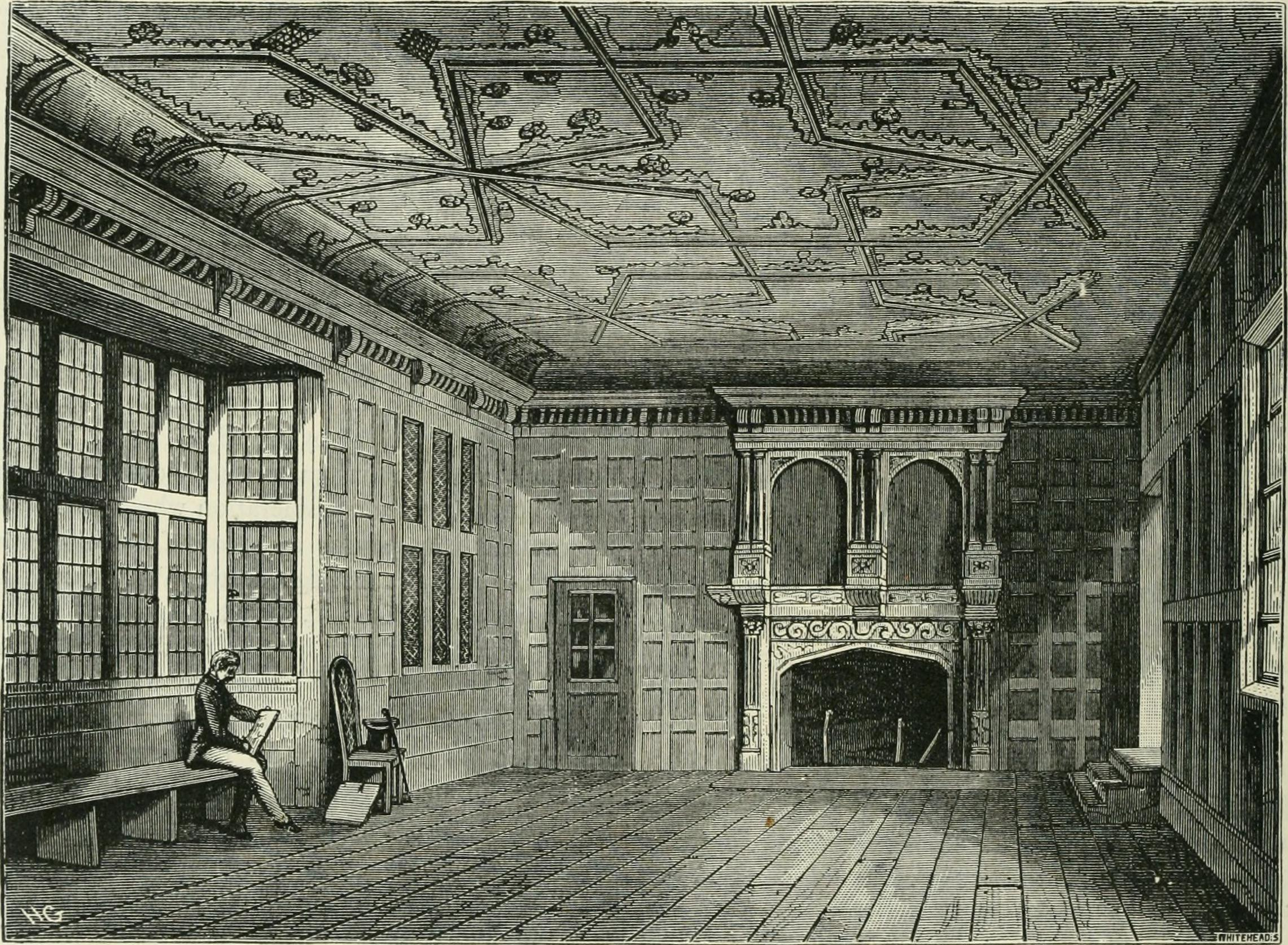
Grabado de la Cámara Estrellada, publicado en Old and new London en 1873

La Cámara Estrellada (en inglés Star Chamber) fue un tribunal inglés ubicado en el Palacio de Westminster fundado en 1487 y abolido en 1641. Su objetivo principal eran los casos de calumnias y traición.
Alcanzó su máxima popularidad durante el reinado de Enrique VIII, pues se la consideraba capaz de perseguir el crimen incluso en casos de corrupción o de personas poderosas; sin embargo, su uso arbitrario del poder y sus desproporcionadas torturas durante el reinado de Carlos I, que intentó usar esta corte como sustituto del parlamento, llevaron a su abolición parlamentaria en 1641.
En el ensayo de Elvira Roca Barea titulado «Imperiofobia y Leyenda Negra. Roma, Rusia, Estados Unidos y el Imperio español (Siruela, 2016)» podemos leer, al respecto de la Star Chamber, lo siguiente: «Cualquier comparación del procedimiento inquisitorial con las actividades de la Star Chamber o la lettre de cachet es una burda ironía. Jamás el acusado en un proceso inquisitorial estuvo en la situación de absoluta indefensión en que se veían los que eran llevados ante esta institución [Star Chamber] que no puede ser propiamente considerada un tribunal» (Página 431 de la edición revisada y ampliada de octubre de 2022). 
La Quinta Enmienda de la Constitución de los Estados Unidos tuvo presente, durante su redacción, las actividades de la Star Chamber, véase la entrada «Star Chamber» en el Oxford English Dictionary (1989). 
Actualmente, el término "star chamber" se usa en algunos países anglófonos como sinónimo de tribunal injusto, especialmente aquel que se reúne en secreto.